# Hampden Park
Hampden Park je skotský národní stadion, který se nachází v Glasgow. Stadión v současnosti pojme 52 000 diváků. UEFA ohodnotila Hampden Park pěti hvězdičkami, což je nejvyšší možné ohodnocení. Na tomto místě se v roce 2002 hrálo finále Ligy mistrů a v roce 2007 se zde hrálo finále Poháru UEFA a v roce 2021 hostil EURO 2020.